# Os Ricos Também Choram
Os Ricos Também Choram è una telenovela brasiliana in 152 episodi prodotta da SBT, che l'ha mandata in onda per la prima volta dal 18 luglio 2005 al 14 gennaio 2006. Si tratta del remake brasiliano di Anche i ricchi piangono, la telenovela messicana che aveva consacrato l'attrice protagonista Veronica Castro.
Adattata da Gustavo Reiz e Aimar Labaki con la collaborazione di Marcos Lazarini, è stata diretta da David Grimberg, affiancato da Fernando Rancoletta, Jacques Lagoa, Luiz Antônio Piá e Henrique Martins. A dare volto a Mariana, la protagonista della vicenda, è l'attrice Thaís Fersoza.
La telenovela risulta inedita in Italia.